# SAO饼干
SAO饼干是Arnott's（阿诺特）公司于1906年在澳大利亚推出的一种咸味饼干。
SAO通常作为小吃食用，吃时会在中间夹上黄油以及一些其他配料做成“饼干三明治”，或者在上面抹上维吉麦吃。

## 概述
“SAO”这个名字的由来不明。有说法认为这个名字是“救世军军官（Salvation Army Officer）”的首字母缩写，以纪念阿诺特公司创始人的五个儿子之一：亚瑟·阿诺特，他是澳大利亚救世军的一名军官。

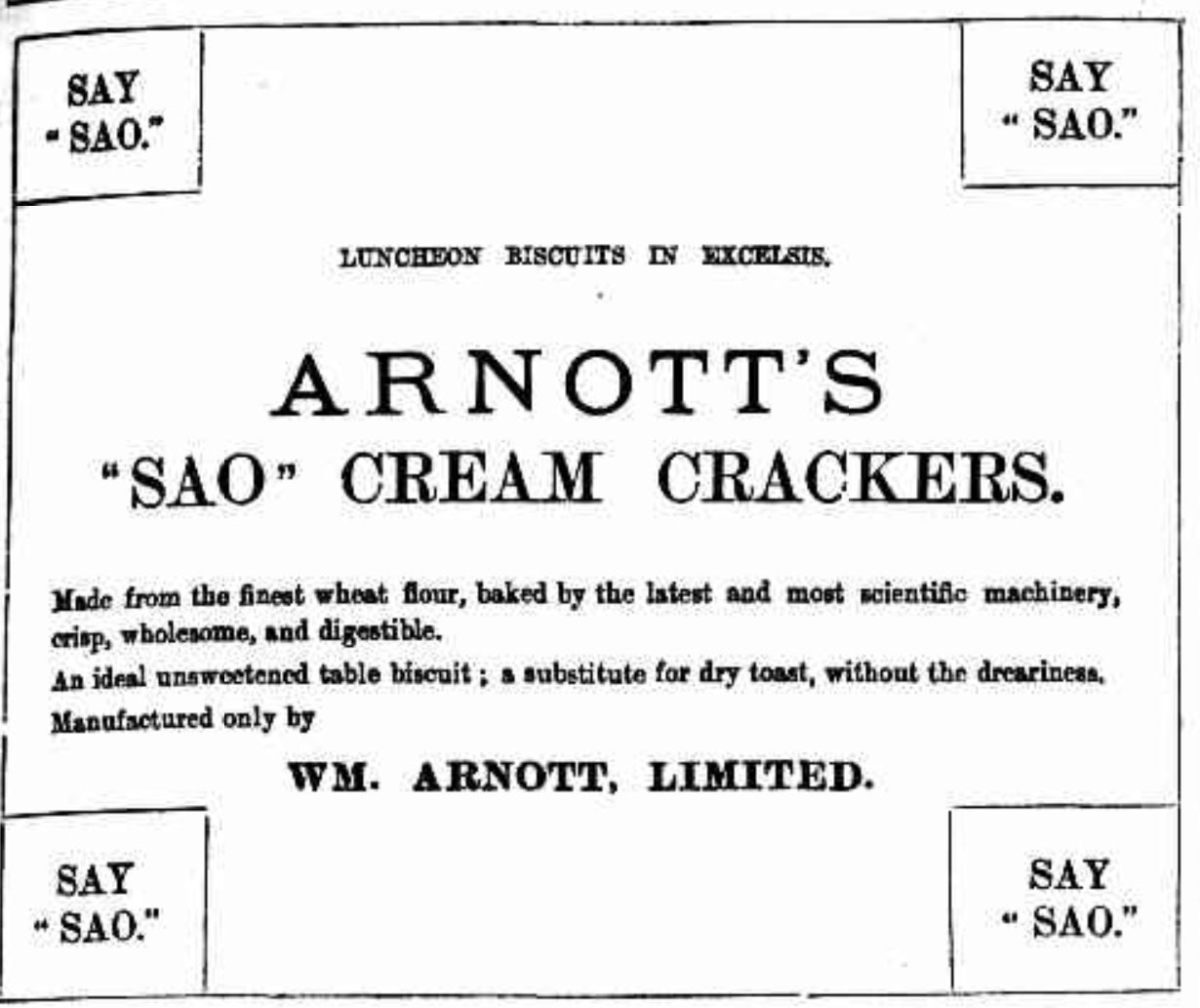
1905年的SAO饼干广告

SAO同时也是1900年代初期的首批在杂志和报纸上进行宣传的饼干之一，这种后来成为澳大利亚的经典小吃。SAO的配料包括：小麦粉、植物油、盐、酵母、麦芽提取物、糖、发酵粉、乳化剂、抗氧化剂、乳固体等。

## 引用
1. 1 2  . www.arnotts.com.   [2022-03-30]. （原始内容存档于2022-04-15）.
2. ↑  Australia, The Salvation Army. . www.salvationarmy.org.au.   [2022-04-02]. （原始内容存档于2022-04-11） （澳大利亚英语）.